# Далікув (гміна)
Гміна Далікув (пол. Gmina Dalików) — сільська гміна у центральній Польщі. Належить до Поддембицького повіту Лодзинського воєводства.
Станом на 31 грудня 2011 у гміні проживало 3858 осіб.

## Площа
Згідно з даними за 2007 рік площа гміни становила 112.70 км², у тому числі:
- орні землі: 80.00%
- ліси: 13.00%

Таким чином, площа гміни становить 12.79% площі повіту.

## Населення
Станом на 31 грудня 2011:
| Опис     | Загалом | Загалом | Чоловіки | Чоловіки | Жінки | Жінки |
| -------- | ------- | ------- | -------- | -------- | ----- | ----- |
| одиниця  | осіб    | %       | осіб     | %        | осіб  | %     |
| все      | 3858    | 100     | 1961     | 50.83    | 1897  | 49.17 |
| міське   | 0       | 100     | 0        |          | 0     |       |
| сільське | 3858    | 100     | 1961     | 50.83    | 1897  | 49.17 |

## Сусідні гміни
Гміна Далікув межує з такими гмінами: Александрув-Лодзький, Вартковіце, Лютомерськ, Паженчев, Поддембіце.